# Reiner Wyszomirski
Reiner Wyszomirski (* 7. April 1933 in Königsberg; † 24. März 2016 in Linden) war ein deutscher Philatelist und langjähriger Vorstand des Bundes Deutscher Philatelisten e. V. (BDPh).

## Leben
Nach seiner Flucht 1945 aus Königsberg ließ er sich zuerst in Frankfurt am Main nieder und zog 1962 nach Oberlinden.
In der Zwischenzeit hatte er geheiratet, eine Familie gegründet und arbeitete als Prokurist des Wohnungsunternehmens Nassauische Heimstätte. Er war Mitglied der SPD in Langen.
Über Jahrzehnte war er in führender Tätigkeit des BDPh und organisierte zahlreiche Messeauftritte des Verbandes.
Er wurde Mitorganisator und Pressebeauftragter der NAPOSTA 1978 und der NAPOSTA/IPHLA 1989 Frankfurt sowie der Sonderschau 1. Jahrestag Deutsche Einheit 1991 im Bundeskanzleramt und anderer BDPh-Sonderschauen.
Er engagierte sich im Kunstbeirat der Deutschen Bundespost und gestaltete 1998 eine Vitrine im Kanzleramt.
Sein Sammelgebiet war Berlin nach 1945. 1974 gründete er mit 25 weiteren Sammlern den Langener Briefmarkensammlerverein. Den Posten des Vorsitzenden hatte Reiner Wyszomirski seit der Vereinsgründung inne.
Er war Mitglied in der Forschungsgemeinschaft Berlin (1976–1994 stellvertretender Vorsitzender, Mai 1994–2014 Vorsitzender), im Verein für Briefmarkenkunde 1878 Frankfurt (seit 1994 stellv. Vorsitzender, 1997–2013 Vorsitzender), in der ArGe Frankfurter BSV (stellv. Vorsitzender). Außerdem im BDPh (1978–1988 Bundesstellenleiter Öffentlichkeitsarbeit, 1988–1991 Vorstandsmitglied, erneut von 1997 bis 2005), im Kunstbeirat der Deutschen Bundespost (1985–1995) und im Consilium Philatelicum (ab 1992).

## Ausstellungen
- Berlin nach 1945 Dreimal Gold auf internationalen Ausstellungen.
- Brandenburger Tor

## Ehrungen
- 1982 Ehrenbrief des Landes Hessen
- 1983 Richard-Renner-Medaille[3]
- 1983 BDPh-Verdienstnadel in Vermeil, 2005 in Gold[4]
- 1985 Verdienstmedaille in Silber des Landesverbandes Hessen
- 1992 Berufung in das Consilium Philatelicum des BDPh[5]
- 1995 Aloys-Wilhelm-Bögershausen-Preis[6]
- 2003 Ehrenmitglied des Landesverbandes Saar
- 2004 Auszeichnung Hans-Wagner-Medaille